# La Mesa (Urdaneta)
Pour les articles homonymes, voir La Mesa.
La Mesa est l'une des six paroisses civiles de la municipalité d'Urdaneta dans l'État de Trujillo au Venezuela. Sa capitale est La Mesa de Esnujaque.